# ندوة كريتية
ندوة كريتية أو شويل كريتي أو ندوة أو غُرارة أو نُعيم (الاسم العلمي: Cressa cretica) هو نوع من النباتات المُزهرة من فصيلة المحمودية. توجد في شمال ووسط إفريقيا وجنوب أوروبا وغرب آسيا وشبه الجزيرة العربية، وكذلك أجزاء من جنوب شرق آسيا وأستراليا. يُستخدم في الطب التقليدي وقد أثبتت الأبحاث أن له بعض الآثار العلاجية.